# Sobór Świętej Trójcy w Hajnówce

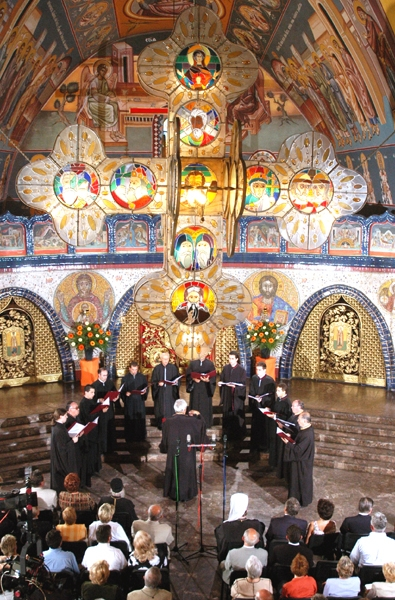
Fragment wnętrza soboru

Sobór Świętej Trójcy – prawosławna cerkiew parafialna w Hajnówce. Należy do dekanatu Hajnówka diecezji warszawsko-bielskiej Polskiego Autokefalicznego Kościoła Prawosławnego. Świątynia mieści się przy ulicy ks. Antoniego Dziewiatowskiego.

## Historia
Sobór zbudowano w latach 1974–1992 według projektu Aleksandra Grygorowicza; poświęcono 11 października 1992 r. Współprojektantem świątyni był Jerzy Nowosielski.
Wystrój cerkwi miał stworzyć Jerzy Nowosielski, który dostał oficjalne zlecenie od metropolity Bazylego. Gotowy projekt polichromii spotkał się jednak z oporem proboszcza. W rezultacie Nowosielski został zmuszony do zrezygnowania z prac nad malowaniem cerkwi.
Ikonostas oraz niektóre ikony są dziełem greckiego malarza Dimitriosa Andonopulοsa (grec.: Δημήτριος Αντωνόπουλος). Dwupoziomowa świątynia (dolna cerkiew nosi wezwanie św. Mikołaja) może pomieścić 5 tys. wiernych, co czyni ją jedną z największych w kraju. Sobór Świętej Trójcy to jeden z najciekawszych przykładów współczesnej architektury w Polsce. Dach świątyni tworzą przenikające się nieregularnie betonowe łupiny, wewnątrz zachwyca niezwykła polichromia. Od 1983 r. odbywały się tutaj koncerty Międzynarodowego Festiwalu Muzyki Cerkiewnej „Hajnówka”, a od 2002 r. mają miejsce przesłuchania konkursowe i koncerty w ramach Międzynarodowego Festiwalu „Hajnowskie Dni Muzyki Cerkiewnej”.
10 kwietnia 2011 r. w dolnej cerkwi soboru odsłonięto tablicę pamiątkową poświęconą abp. Mironowi (Chodakowskiemu).
Sobór odwiedzali zwierzchnicy Cerkwi lokalnych – patriarcha Moskwy i całej Wszechrusi Cyryl I, zwierzchnik Rosyjskiego Kościoła Prawosławnego (18 sierpnia 2012 r.), prawosławny patriarcha Antiochii Jan X (19 sierpnia 2016 r.) oraz metropolita całej Ameryki i Kanady Tichon, zwierzchnik Kościoła Prawosławnego w Ameryce (19 sierpnia 2018 r.).

## Chóry działające przy cerkwi
- Katedralny Chór Soboru Świętej Trójcy – mieszany wielogłosowy chór parafialny. Śpiewa na większości nabożeństw w swojej cerkwi, wykonując muzykę cerkiewną różnych epok. Chór śpiewał na wielu koncertach i festiwalach zarówno w Polsce, jak i za granicą (m.in. Rosja, Finlandia, Włochy). Jako jeden z niewielu, lub jako jedyny (brak szczegółowych informacji) brał udział już w 29 edycjach hajnowskiego festiwalu: początkowo Międzynarodowy Festiwal Muzyki Cerkiewnej „Hajnówka”, później Międzynarodowy Festiwal „Hajnowskie Dni Muzyki Cerkiewnej”. W skład chóru wchodzą uzdolnieni muzycznie parafianie w różnym wieku.

- Młodzieżowy Chór Soboru Świętej Trójcy – chór powstały z potrzeby śpiewania na pierwszej z dwóch niedzielnych liturgii. Tworzy go głównie młodzież w wieku szkolnym. Wielokrotnie brał udział w konkursach i festiwalach chóralnych. Koncertował również poza granicami kraju.

- Dziecięcy Chór Soboru Świętej Trójcy –  chór, w skład którego wchodzą dzieci w wieku przedszkolnym oraz młodszych klas szkoły podstawowej. Śpiewa na pierwszej niedzielnej liturgii naprzemiennie z chórem młodzieżowym (podczas jednego nabożeństwa śpiewają oba chóry).